# Area marina protetta

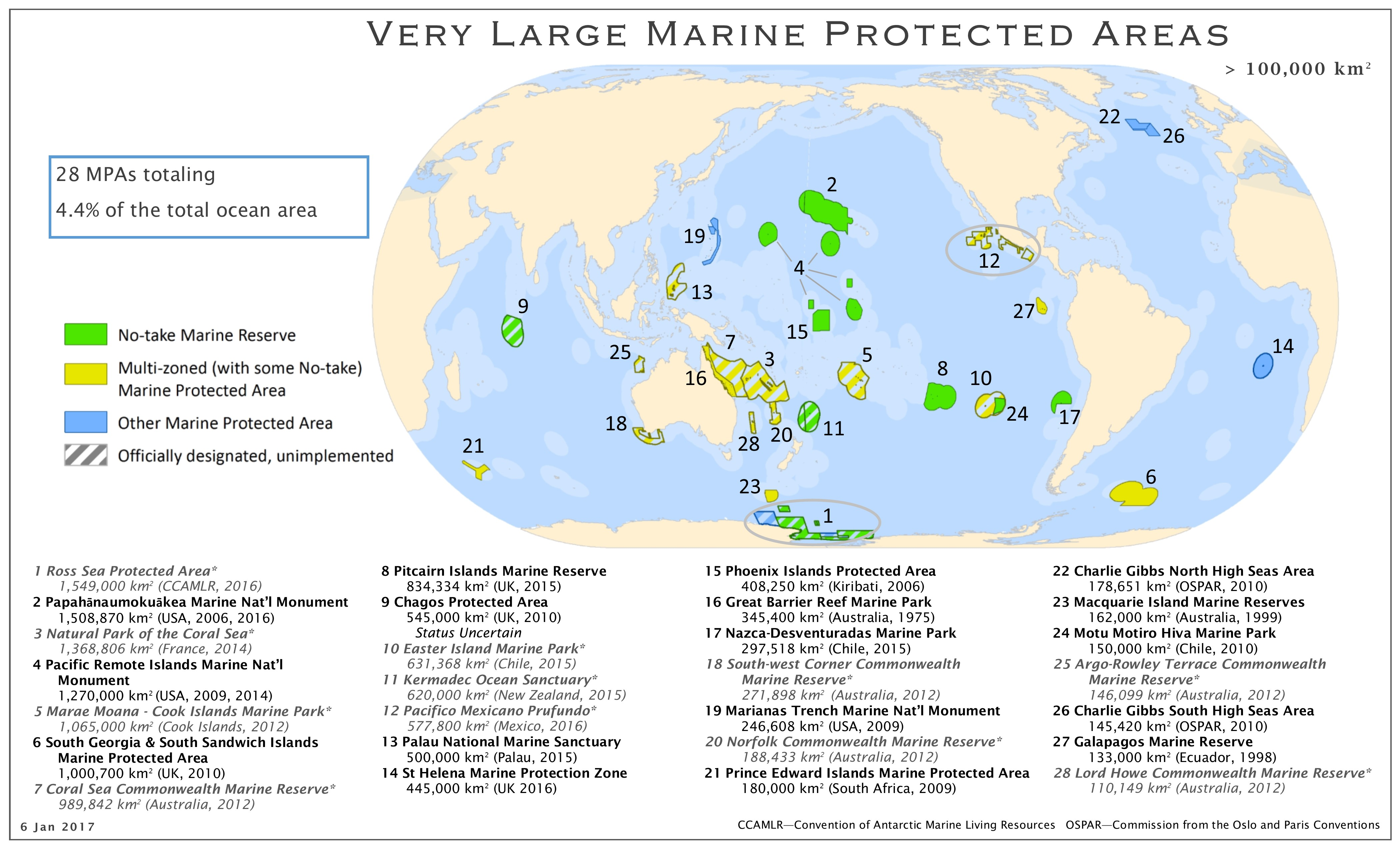

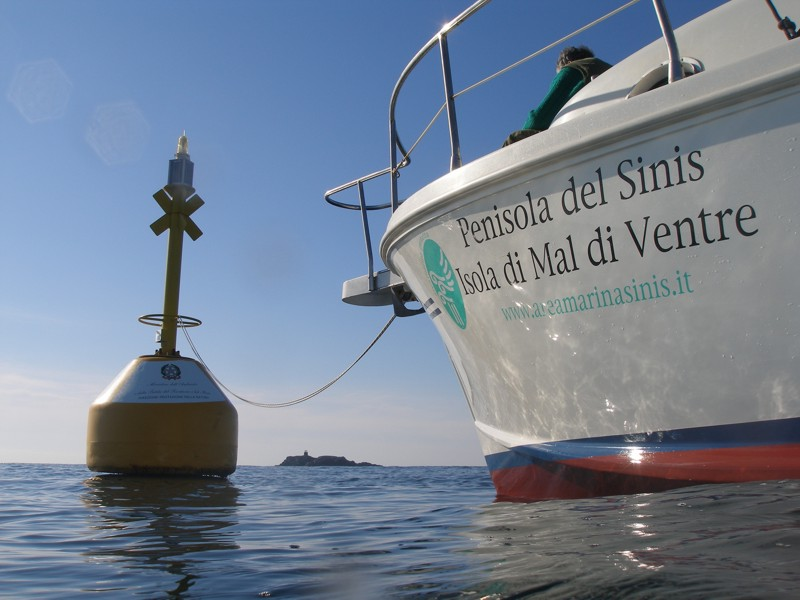
Boa di delimitazione di una zona "A" di protezione assoluta.

L'area naturale marina protetta, definita per comodità, anche a livello internazionale, generalmente e più brevemente solo come area marina protetta o AMP, è una zona di mare circoscritta, in genere di particolare pregio ambientale e paesaggistico, all'interno della quale è in vigore una normativa limitativa e protettiva dell'habitat, delle specie e dei luoghi, e relativa alla regolamentazione e gestione delle attività consentite. Rientrano nell'ambito delle aree naturali protette e spesso sono anche definite riserve; in alcune di esse viene consentita anche la pesca commerciale tradizionale, presumibilmente non distruttiva.
A livello mondiale, per il calo repentino degli stock ittici attuale, è stata riconosciuta l'importanza della protezione di 'riserve marine', per favorire la ricostituzione gli stock ittici anche nelle acque esterne.

## Iter istitutivo

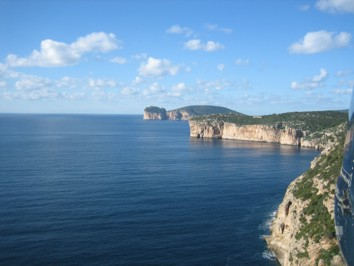
Area naturale marina protetta Capo Caccia - Isola Piana, nel comune di Alghero.

In Italia dopo un lunghissimo iter di studio e fattibilità, contrastato soprattutto da pescatori, persone e politici con interessi particolari soprattutto speculativi all'interno delle aree dove ne era prevista l'istituzione, un estenuante e acceso dibattito politico nonché un profondo ritardo nei confronti di tutti gli stati occidentali, è stata finalmente attuata una legge quadro ed infine nel giro di diversi anni sono state infine istituite nel tempo tutte le aree marine ora in esercizio.

## Motivazioni
Le motivazioni di base erano e sono la necessità di preservare l'ambiente ed in particolare la flora, la fauna e la geologia delle aree prese in esame, di rendere impossibile o limitare, se non per motivi di effettiva necessità istituzionali, la costruzione di nuovi edifici e di non effettuare attività turistiche, commerciali ed industriali che potessero in qualche modo snaturare e danneggiare e fasce costiere di tali località, anche se in effetti le tardive istituzioni hanno consentito negli anni passati di costruire alberghi e insediamenti abitativi completamente inadeguati e fuori dalle logiche ambientalistiche all'interno delle aree costiere di pregio. Le AMP sono in pratica delle zone dove è praticamente molto difficile se non impossibile costruire lungo i litorali nuovi edifici, nel caso possono e devono essere restaurati e resi fruibili per le normali attività degli enti e associazioni preposti alla tutela, valorizzazione e promozione di tali aree.

## Caratteristiche
Una delle peculiarità delle regole dell'AMP è quella di limitare le attività di pesca e prelievo con delle regolamentazioni specifiche, ma anche quella di promuovere ed effettuare dei programmi di studio, ricerca e ripopolamento abbinati a dei programmi didattici ed educativi che permettano la maggiore conoscenza e sensibilità nei confronti della natura.
In Italia le aree sono suddivise in 3 zone denominate zona "A", zona "B" e zona "C"
Le zone "A" sono delle aree delimitate dove non è possibile svolgere alcuna attività, quindi neanche il transito e la balneazione, che non sia di carattere scientifico e di controllo, mentre le zone "B" e "C" sono fruibili ma con relativi limiti alla pesca e agli attrezzi utilizzabili ed alla velocità di transito, in genere sotto i 6 nodi vicino alle coste.
La pesca sportiva con canne e lenze è generalmente consentita con autorizzazioni contingentate mentre la pesca subacquea sportiva è completamente vietata, ed è consentita solo la pesca subacquea professionale limitatamente alla raccolta del riccio di mare Paracentrotus lividus  che hanno raggiunto la taglia commerciale e solo in apnea, con ulteriore limitazione delle quantità prelevabili.